# Casa dos Artistas
Casa dos Artistas foi um reality show brasileiro exibido pelo SBT entre 2001 e 2004, composto por um grupo de celebridades disputando o prêmio principal. O final da primeira temporada, exibido em 16 de dezembro de 2001, rendeu a maior audiência da história do SBT, com média de 47 pontos e picos de 55, contra 18 pontos da Rede Globo.

## Formato
Este formato foi originalmente criado em 2001, similar ao do Big Brother, porém, ao invés de anônimos, o elenco era composto por famosos.
O reality reunia 12 celebridades confinados em uma mansão, ao lado da casa do Silvio Santos.
Por se tratar de um formato novo, o reality foi passando por mudanças e adaptações ao longo de seu primeiro ano. Mudando desde votação

## Participantes
A Casa dos Artistas contou com 53 participantes oficiais. O estado de São Paulo possui o maior número de participantes, com 23 participantes. Seguido por Rio de Janeiro com 11, Minas Gerais com 7, Rio Grande do Sul e Santa Catarina com três, Paraná com dois, e Ceará, Distrito Federal, Goiás e Pernambuco com apenas um. Já os estados de Acre, Alagoas, Amapá, Amazonas, Bahia, Espírito Santo, Maranhão, Mato Grosso, Mato Grosso do Sul, Pará, Paraíba, Piauí, Rio Grande do Norte, Rondônia, Roraima, Sergipe e Tocantins nunca tiveram representantes. Nenhum estrangeiro participou do programa. A participante Carola Scarpa, que entrou em duas edições, foi contada apenas uma vez.
| Temporada           | Finalistas     | Finalistas      | Finalistas      | Outros participantes em ordem de eliminação | Total |
| Temporada           | Vencedor       | 2.º lugar       | 3.º lugar       | Outros participantes em ordem de eliminação | Total |
| ------------------- | -------------- | --------------- | --------------- | --- | ----- |
| Casa dos Artistas 1 | Bárbara Paz    | Supla           | Mari Alexandre  | Alessandra Iscatena • Leandro Lehart • Marco Mastronelli • Núbia Oliver • Nana Gouvêa • Taiguara Nazareth • Mateus Carrieri • Alexandre Frota • Patrícia Coelho                                  | 12    |
| Casa dos Artistas 2 | Rafael Vanucci | Ellen Roche     | André Gonçalves | Lulo Scroback • Xis • Carola Scarpa • Mário Velloso • Mariana Kupfer • Analice Nicolau • Cynthia Benini • Vitor Belfort • Syang • Ricardo Macchi • Gustavo Mendonça • Suzana Alves • Joana Prado | 16    |
| Casa dos Artistas 3 | Sérgio Paiva   | Bernardo Romero | Flávio Mendonça | Silvana Santos • Carola Scarpa • Marcelo Mathias • Adriane Garcia • Agnaldo Timóteo • Jorge Pontual • Flávia Cavalcanti • Luiza Ambiel • Solange Frazão                                          | 12    |
| Casa dos Artistas 4 | Carol Hubner   | Cláudio Melibeu | Eduardo Paiva   | Reginaldo Cruz • Bianca Soares • Liz Vargas • Leandro Marinho • Alle Manas • Paola Rodrigues • Vanessa Pires • Cyda Bau • Michele Hille • Pedro Pauleey • Alexandre Carlomagno                   | 14    |

## Temporadas

### Casa dos Artistas 1
Estreou no dia 28 de outubro de 2001,  (apenas com chamada da qual não dizia realmente o que era o programa) e teve sua final exibida em 16 de dezembro de 2001, após 50 dias, sendo a temporada mais curta do reality.
NOTA: As idades e profissões são referentes ao momento em que o participante entrou no programa.

#### Participantes
| Participante                                            | Profissão           | Resultado                              | Semana   |
| ------------------------------------------------------- | ------------------- | -------------------------------------- | -------- |
| Bárbara Paz 27 anos, Campo Bom - RS                     | Atriz               | Vencedora em 16 de dezembro de 2001    | Semana 7 |
| Supla 35 anos, São Paulo - SP                           | Cantor              | 2º lugar em 16 de dezembro de 2001     | Semana 7 |
| Mari Alexandre 27 anos, Rio do Sul - SC                 | Modelo              | 3º lugar em 16 de dezembro de 2001     | Semana 7 |
| Patrícia Coelho 29 anos, São Paulo - SP                 | Cantora             | 8ª eliminada em 16 de dezembro de 2001 | Semana 7 |
| Alexandre Frota 38 anos, Rio de Janeiro - RJ            | Ator                | 7º eliminado em 16 de dezembro de 2001 | Semana 7 |
| Mateus Carrieri 34 anos, São Paulo - SP                 | Ator                | 6º eliminado em 9 de dezembro de 2001  | Semana 6 |
| Taiguara Nazareth 25 anos, São Paulo - SP               | Ator                | 5º eliminado em 2 de dezembro de 2001  | Semana 5 |
| Nana Gouvêa 26 anos, Jataí - GO                         | Modelo              | 4ª eliminada em 25 de novembro de 2001 | Semana 4 |
| Núbia Oliver 27 anos, Uberaba - MG                      | Modelo              | 3ª eliminada em 18 de novembro de 2001 | Semana 3 |
| Marco Mastronelli 33 anos, Catanduva - SP               | Modelo              | 2º eliminado em 11 de novembro de 2001 | Semana 2 |
| Leandro Lehart 29 anos, São Paulo - SP                  | Cantor              | Desistente em 7 de novembro de 2001    | Semana 2 |
| Alessandra Iscatena 26 anos, São Bernardo do Campo - SP | Assistente de palco | 1ª eliminada em 4 de novembro de 2001  | Semana 1 |

### Casa dos Artistas 2
Estreou no dia 17 de fevereiro de 2002, e teve sua final exibida em 19 de maio de 2002, após 92 dias, sendo a temporada mais longa do reality.

#### Participantes
| Participante                                  | Profissão           | Resultado                           | Semana    |
| --------------------------------------------- | ------------------- | ----------------------------------- | --------- |
| Rafael Vanucci 23 anos, Rio de Janeiro - RJ   | Cantor e ator       | Vencedor em 19 de maio de 2002      | Semana 13 |
| Ellen Roche 22 anos, São Paulo - SP           | Assistente de palco | 2º lugar em 19 de maio de 2002      | Semana 13 |
| André Gonçalves 26 anos, Rio de Janeiro - RJ  | Ator                | 3º lugar em 19 de maio de 2002      | Semana 13 |
| Joana Prado 25 anos, São Paulo - SP           | Modelo              | 11ª eliminada em 19 de maio de 2002 | Semana 13 |
| Suzana Alves 23 anos, São Paulo - SP          | Modelo              | 10ª eliminada em 19 de maio de 2002 | Semana 13 |
| Gustavo Mendonça 23 anos, Belo Horizonte - MG | Modelo              | 9º eliminado em 12 de maio de 2002  | Semana 12 |
| Ricardo Macchi 31 anos, Porto Alegre - RS     | Ator                | 8º eliminado em 5 de maio de 2002   | Semana 11 |
| Syang 33 anos, Brasília - DF                  | Cantora             | 7ª eliminada em 28 de abril de 2002 | Semana 10 |
| Vítor Belfort 24 anos, Rio de Janeiro - RJ    | Lutador             | 6º eliminado em 21 de abril de 2002 | Semana 9  |
| Cynthia Benini 29 anos, São Paulo - SP        | Jornalista          | 5ª eliminada em 14 de abril de 2002 | Semana 8  |
| Analice Nicolau 24 anos, Blumenau - SC        | Jornalista          | 4ª eliminada em 7 de abril de 2002  | Semana 7  |
| Mariana Kupfer 27 anos, São Paulo - SP        | Apresentadora       | 3ª eliminada em 31 de março de 2002 | Semana 6  |
| Mário Velloso 19 anos, São Paulo - SP         | Cantor              | 2º eliminado em 24 de março de 2002 | Semana 5  |
| Carola Scarpa 30 anos, São Paulo - SP         | Empresária          | Desistente em 13 de março de 2002   | Semana 4  |
| Xis 29 anos, São Paulo - SP                   | Cantor              | Desistente em 11 de março de 2002   | Semana 4  |
| Lulo Scroback 30 anos, São Paulo - SP         | Cantor              | 1º eliminado em 3 de março de 2002  | Semana 2  |

### Casa dos Artistas 3: Artistas e Fãs
A terceira temporada estreou no dia 2 de junho de 2002. A edição trouxe uma mudança de formato: cada participante trazia um fã para competir no programa. Com final exibida em 28 de julho do mesmo ano, a competição terminou com a vitória do fã da personal trainer Solange Frazão, Sérgio Paiva, que ganhou 400 mil reais. A temporada durou 57 dias.

#### Participantes
| Participante                                 | Profissão             | Resultado                           | Semana   |
| -------------------------------------------- | --------------------- | ----------------------------------- | -------- |
| Sérgio Paiva 29 anos, Recife - PE            | Fã de Solange Frazão  | Vencedor em 28 de julho de 2002     | Semana 8 |
| Bernardo Romero 23 anos, Rio de Janeiro - RJ | Fã de Luiza Ambiel    | 2º lugar em 28 de julho de 2002     | Semana 8 |
| Flávio Mendonça 23 anos, Belo Horizonte - MG | Modelo                | 3º lugar em 28 de julho de 2002     | Semana 8 |
| Solange Frazão 39 anos, São Paulo - SP       | Apresentadora         | 9ª eliminada em 28 de julho de 2002 | Semana 8 |
| Luiza Ambiel 30 anos, Itatiba - SP           | Modelo                | 8ª eliminada em 28 de julho de 2002 | Semana 8 |
| Flávia Cavalcanti 23 anos, São Paulo - SP    | Fã de Jorge Pontual   | 7ª eliminada em 28 de julho de 2002 | Semana 8 |
| Jorge Pontual 34 anos, Fortaleza - CE        | Ator                  | 6º eliminado em 28 de julho de 2002 | Semana 8 |
| Agnaldo Timóteo 65 anos, Caratinga - MG      | Cantor                | 5º eliminado em 28 de julho de 2002 | Semana 8 |
| Adriane Garcia 24 anos, Rio de Janeiro - RJ  | Fã de Flávio Mendonça | 4ª eliminada em 30 de junho de 2002 | Semana 4 |
| Marcelo Mathias 31 anos, São Paulo - SP      | Fã de Carola Scarpa   | 3º eliminado em 23 de junho de 2002 | Semana 3 |
| Carola Scarpa 30 anos, São Paulo - SP        | Empresária            | 2ª eliminada em 16 de junho de 2002 | Semana 2 |
| Silvana Santos 21 anos, Rio de Janeiro - RJ  | Fã de Agnaldo Timóteo | 1ª eliminada em 9 de junho de 2002  | Semana 1 |

### Casa dos Artistas 4: Protagonistas de Novela
Estreou no dia 15 de agosto de 2004, e teve sua final exibida em  17 de outubro de 2004, após 64 dias. No programa, 14 aspirantes à atores ficaram confinados na Casa dos Artistas (que virou uma escola de dramaturgia) recebendo aulas de interpretação, canto e dança e sendo testados por grandes nomes da teledramaturgia Brasileira. O objetivo do programa era encontrar um protagonista para uma telenovela do SBT. A cada semana os alunos recebiam aulas, ensaiavam uma esquete (pequena cena) e passavam pelos testes.
Após o término do programa, a vencedora Carol Hubner acabou sendo escalada para um papel pequeno, o de Joana, na novela Esmeralda (telenovela brasileira), juntamente com outros dois colegas de confinamento: Cyda Baú (Jacinta) e Pedro Pauleey (Inácio). Os também ex-participantes Alexandre Carlomagno e Leandro Marinho atuaram juntos, no ano seguinte, na novela Cristal (2006), como Aloísio e Delgado, respectivamente. Em 2007, foi a vez do finalista Eduardo Paiva, o ator deu vida ao personagem Felipe na novela Maria Esperança, ao lado de Bárbara Paz, protagonista da novela e vencedora da primeira edição da Casa dos Artistas. Paola Rodrigues foi aproveitada no humorístico A Praça É Nossa. Bianca Soares, tornou-se atriz pornô atuando em filmes adultos ao lado de Alexandre Frota, um dos participantes mais polêmicos da primeira edição do reality.

#### Participantes
| Participante                                 | Resultado                              | Semana   |
| -------------------------------------------- | -------------------------------------- | -------- |
| Carol Hubner 24 anos, São Paulo - SP         | Vencedora em 17 de outubro de 2004     | Semana 9 |
| Claudio Melibeu 22 anos, Rio de Janeiro - RJ | 2º lugar em 17 de outubro de 2004      | Semana 9 |
| Eduardo Paiva 23 anos, Rio de Janeiro - RJ   | 3º lugar em 17 de outubro de 2004      | Semana 9 |
| Alexandre Carlomagno 24 anos, Londrina - PR  | 11º eliminado em 17 de outubro de 2004 | Semana 9 |
| Pedro Pauleey 26 anos, Patos de Minas - MG   | 10º eliminado em 17 de outubro de 2004 | Semana 9 |
| Michele Hille 22 anos, Joinville - SC        | 9ª eliminada em 11 de outubro de 2004  | Semana 8 |
| Cyda Baú 29 anos, Araçaí - MG                | 8ª eliminada em 4 de outubro de 2004   | Semana 7 |
| Vanessa Pires 21 anos, Patrocínio - MG       | 7ª eliminada em 27 de setembro de 2004 | Semana 6 |
| Paola Rodrigues 20 anos, São Paulo - SP      | 6ª eliminada em 20 de setembro de 2004 | Semana 5 |
| Alle Manas 31 anos, Niterói - RJ             | 5º eliminado em 13 de setembro de 2004 | Semana 4 |
| Leandro Marinho 28 anos, Rio de Janeiro - RJ | 4º eliminado em 6 de setembro de 2004  | Semana 3 |
| Liz Vargas 30 anos, Santo Augusto - RS       | 3ª eliminada em 30 de agosto de 2004   | Semana 2 |
| Bianca Soares 21 anos, Curitiba - PR         | 2ª eliminada em 23 de agosto de 2004   | Semana 1 |
| Reginaldo Cruz 28 anos, Marília - SP         | 1º eliminado em 16 de agosto de 2004   | Semana 1 |

## Audiência
A estreia do programa obteve média de 33 pontos, contra 25 pontos do Fantástico. Por vezes ameaçou a audiência da novela O Clone, chegando a empatar ou mesmo superá-la por curtos períodos. Na grande final, o programa atingiu uma média de 47 pontos, com picos de 55, mantendo a liderança isolada. No mesmo horário, a Globo ficou com 18 pontos.
A segunda edição do programa estreou com uma média de 42 pontos e picos de 50, alcançando a liderança absoluta. No mesmo horário, a Globo ficou com 23 pontos. Aos domingos, o reality vencia o Fantástico, e até mesmo o Big Brother Brasil, porém nos dias da semana não ameaçava mais a novela global como antes. Nas semanas finais, a audiência perdeu um pouco de força e no dia 12 de maio de 2002, o reality empatou com o Fantástico, com média de 29 pontos para os dois programas. A grande final desta segunda edição obteve média de 40 pontos e picos de 50, inferior ao da edição passada. Mesmo assim, conseguiu a liderança no Ibope.
A terceira edição estreou com uma média de 30 pontos, e desta vez não alcançou a liderança. No mesmo horário, a Globo ficou com 32 pontos. Ao longo dos dias, o ibope desta edição em relação às outras caiu significativamente e já não era mais vista como ameaça. Na grande final, o reality voltou a surpreender e marcou 33 pontos, com picos de 43 e venceu o confronto com o Fantástico. Esta foi a primeira vez, nesta edição, que o SBT conseguiu vencer a Globo.
A quarta edição estreou com 18 pontos de média, com picos de 23. Já a grande final, registrou 14 pontos de média e picos de 17.

## Controvérsias
Após a estreia do programa, a Rede Globo entrou na justiça contra o SBT alegando plágio do Big Brother Brasil, formato licenciado pelo contrato com a Endemol que só estrearia em 2002. A emissora queria impedir a exibição do programa, que foi suspenso por dois dias, porém a Justiça determinou que o mesmo deveria continuar no ar até que o processo fosse concluído. Em março de 2015, o Superior Tribunal de Justiça considerou o programa como plágio do Big Brother e condenou o SBT a pagar uma multa em torno de R$ 18 milhões, embora o próprio programa já estivesse fora do ar desde 2004 quando Sílvio Santos decidiu substituí-lo pelo musical Ídolos.

## Outras aparições
Além de participarem da Casa dos Artistas, alguns dos participantes passaram a competir em outros reality, game ou talent shows.
| Participante    | Edição Casa dos Artistas | Colocação                | Reality show Talent show Game show | Temp. | Colocação                                     |
| --------------- | ------------------------ | ------------------------ | ---------------------------------- | ----- | --------------------------------------------- |
| Flávio Mendonça | 3                        | Finalista – 3.º lugar    | Made In Japão                      | 1     | Finalista – 3.º lugar                         |
| Luiza Ambiel    | 3                        | Eliminada – 5.º lugar    | Made In Japão                      | 1     | Eliminada – 9.º lugar                         |
| Luiza Ambiel    | 3                        | Eliminada – 5.º lugar    | A Fazenda                          | 12    | Eliminada – 15.º lugar                        |
| Mateus Carrieri | 1                        | Eliminado – 6.º lugar    | A Fazenda                          | 12    | Eliminado – 7.º lugar                         |
| André Gonçalves | 2                        | Finalista – 3.º lugar    | A Fazenda                          | 15    | Vice-Campeão – 2.º lugar                      |
| André Gonçalves | 2                        | Finalista – 3.º lugar    | Dança dos Famosos                  | 17    | Eliminado – 10.º lugar                        |
| Bárbara Paz     | 1                        | Vencedora – 1.º lugar    | Dança dos Famosos                  | 9     | Finalista – 3.º lugar                         |
| Ellen Rocche    | 2                        | Vice-Campeã – 2.º lugar  | Dança dos Famosos                  | 8     | Eliminada – 9.º lugar                         |
| Suzana Alves    | 2                        | Eliminada – 5.º lugar    | Dancing Brasil                     | 2     | Vice-Campeã – 2.º lugar                       |
| Alexandre Frota | 1                        | Eliminado – 5.º lugar    | Quinta das Celebridades            | 1     | Vice-Campeão – 2.º lugar                      |
| André Gonçalves | 2                        | Finalista – 3.º lugar    | Super Chef Celebridades            | 5     | Finalista – 3.º lugar                         |
| Supla           | 1                        | Vice-Campeão – 2.º lugar | The Masked Singer Brasil           | 4     | Eliminado – 10.º lugar (Livro)                |
| Mário Velloso   | 2                        | Eliminado – 13.º lugar   | Power Couple Brasil                | 1     | Eliminado (com Pietra Bertolazzi) – 7.º lugar |
| Luiza Ambiel    | 3                        | Eliminada – 5.º lugar    | Famosas em Apuros                  | 1     | Vice-Campeã – 2.º lugar                       |